# Settore di supergruppo

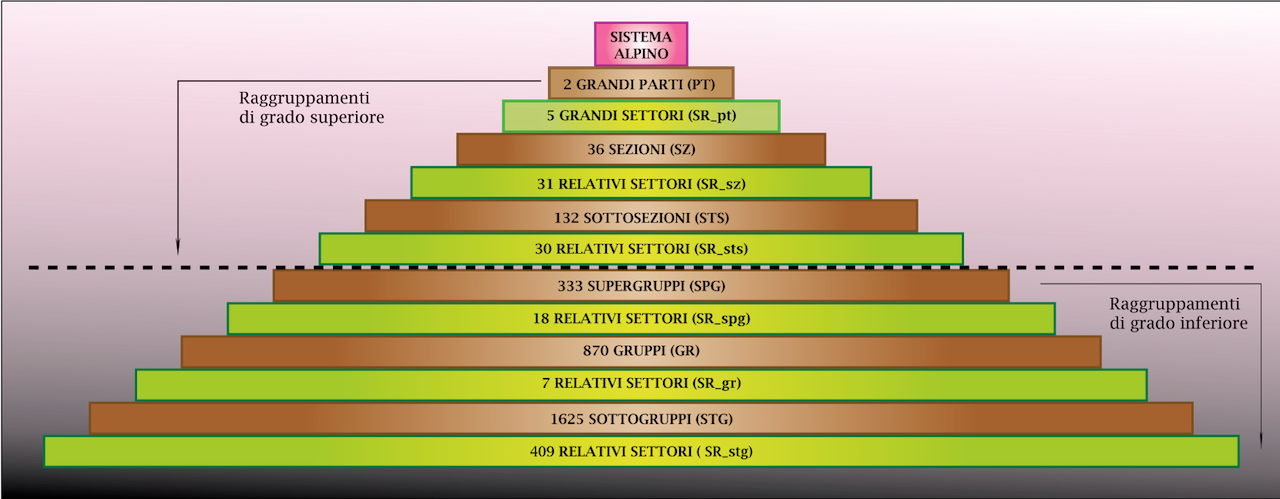
La Piramide SOIUSA, ovvero le varie suddivisioni delle Alpi secondo la SOIUSA.

Con Settore di supergruppo (abbreviato in SR di SPG) si intende un particolare massiccio alpino individuato dalla SOIUSA.
La SOIUSA definisce 333 supergruppi nella catena alpina. Talvolta per maggiore corrispondenza con altre classificazioni e per maggior rispetto delle varie definizioni dei gruppi alpini inserisce prima della normale suddivisione del supergruppo in gruppi un'ulteriore suddivisione in settori di supergruppo.
I settori individuati sono in numero di 18.

## Elenco
Di seguito viene riportato l'elenco dei settori di supergruppo:
1. Alpi del Sardona (Catena Sardona-Tamina)
2. Alpi del Tamina (Catena Sardona-Tamina)
3. Rätikon Occidentale (Gruppo del Rätikon)
4. Rätikon Centrale (Gruppo del Rätikon)
5. Rätikon Orientale (Gruppo del Rätikon)
6. Prealpi Centrali del Chiemgau (Prealpi del Chiemgau)
7. Prealpi Occidentali del Chiemgau (Prealpi del Chiemgau)
8. Prealpi Orientali del Chiemgau (Prealpi del Chiemgau)
9. Gesäuse Settentrionale (Gesäuse)
10. Gesäuse Meridionale (Gesäuse)
11. Dolomiti Ampezzane Occidentali (Dolomiti Ampezzane)
12. Dolomiti Ampezzane Orientali (Dolomiti Ampezzane)
13. Dolomiti Nord-orientali di Zoldo (Dolomiti Settentrionali di Zoldo)
14. Dolomiti Nord-occidentali di Zoldo (Dolomiti Settentrionali di Zoldo)
15. Dolomiti Meridionali di Gardena (Dolomiti di Gardena)
16. Dolomiti Settentrionali di Gardena (Dolomiti di Gardena)
17. Dolomiti Occidentali di Fassa (Dolomiti di Fassa)
18. Dolomiti Orientali di Fassa (Dolomiti di Fassa)